# Tamna galaktika
Tamna galaktika je hipotetska galaktika koje nema ili u kojoj je vrlo malo zvijezda. Takvo su ime dobile jer nemaju vidljvih zvijezda, ali ih se može detektirati ako sadrže signifikantne količine plina. Astronomi su dugo teoretizirali o postojanju tamnih galaktika, ali do danas nije potvrđena ni jedna. Tamne galaktike razlikuju se od međugalaktičkih plinskih oblaka prouzročenih međudjelovanjem galaktičkih plima, jer ti plinski oblaci ne sadrže tamnu tvar, tako da ih se tehnički ne kvalificira kao galaktike. Razlikovanje između međugalaktičkog plinskog oblaka i galaktika teško je; većina kandidatkinja za tamne galaktike pokazale su se da su plimni plinski oblaci. Najbolje kandidatkinje za tamne galaktike do danas su HI1225+01, AGC229385, te brojni plinski oblaci detektirani u proučavanjima kvazara.

## Moguće tamne galaktike
- Smithov oblak
- VIRGOHI21
- HVC 127-41-330
- HE0450-2958